# Paul Gautsch von Frankenthurn
Paul Gautsch Freiherr von Frankenthurn (ur. 26 lutego 1851 w Döbling, zm. 20 kwietnia 1918 w Wiedniu) – austriacki polityk, trzykrotny premier Austrii.
W 1874 roku ukończył studia na Uniwersytecie Wiedeńskim i podjął pracę w ministerstwie oświaty. W latach 1879–1881 był ministrem Oświaty w rządzie Edwarda Taaffe. Funkcję tę pełnił również w rządzie Kazimierza Badeniego, w okresie od roku 1895 do 1897. W 1890 roku otrzymał tytuł Freiherr (odpowiednik barona).
Trzykrotnie stał na czele rządu Austrii (Przedlitawii):
W 1887 roku Uniwersytet Jagielloński przyznał mu tytuł doktora honoris causa.
Jego nazwiskiem ochrzczono statek pasażerski, który 13 sierpnia 1914 r. zatonął na Adriatyku sześć mil morskich na południowy zachód od latarni morskiej na wyspie św. Ivan na Pučini (San Giovanni in Pelago) koło Rovinja.